# Echinaster farquhari
Echinaster farquhari is een zeester uit de familie Echinasteridae.
De wetenschappelijke naam van de soort werd in 1909 gepubliceerd door William Blaxland Benham.